# Koller Ferenc
Nagymányai báró Koller Ferencz Xavér (Pozsony, 1720. április 20. – 1787 körül) főispán, valóságos belső titkos tanácsos.

## Élete
A nagymányai Koller család sarja. Apja nagymányai Koller József királyi tanácsos, földbirtokos, anyja aranyosmaróthi Paluska Julianna; apja, Koller József 1737 március 1.-én kapott adományként a "nagymányai" nemesi előnevet III. Károly magyar királytól. Öccse nagymányai Koller Ignác veszprémi püspök volt. 
Mária Terézia kegyence, kitől többször elismerést nyert, de különösen kitüntette őt a bajor örökösödési háború alkalmával, amikor Koller egyike volt azoknak, akik megyéjükben az újoncozást elrendelték és végrehajtották. 1758. november 26.-án bárói címet szerzett a magyar királynőtől. 1759–87-ig Bars vármegye főispánja, 1762–65-ig egyszersmind királyi személynök, utóbb valóságos belső titkos tanácsos és a Szent István-rend középkeresztese. Benne a bárói ág kihalt.

## Művei
- Allocutio, quam ad status et ordines incl. comitatus Zoliensis habuit … dum in administratorem officii supremi comitis praedicti comitatus solenni more inauguraretur. Die 30. Januarii 1758. Tyrnaviae.
- Alloquium quod ad status et ordines inclyti comitatus Barsiensis habuit, dum in officium supr. comitis memorati comitatus ritu solenni inauguraretur, die quarta mensis octobris, anno eodem, quo MarIa TheresIa aVgVsta HVngarIae regIna apostoLICa BaronI FranCIsCo XaVerIo KoLLer benIgne obtVLIt fasCes proVInCiae BarsIensIs. Uo. 1759.
- Allocutio ab ill. dno F. X. E. e lib. baronibus Koller … dum neoerecta praetoriana nobilium turma hungarica, regio privilegiali diplomate isignita, fidelitatis sacramentum, militari solemnitate vovit, in nobilissimo procerum statuumque, et ordinum regni consursu, cum applausu quam maximo, dicta Posonii, die 28. mensis Septembris, a 1760. Posonii.
- Allocutio de praesidem, et reliqua regii in Dalmatiae, Croatiae et Sclavoniae consilii commembra, dum idem regium consilium per … 20. Augusti anni 1767 in civitate Varasdinensi solemni ritu apertum, & primum datum fuit. Viennae.
- Sermo exc. ac ill. dni … quem ad status, et ordines frequentissimo numero congregatos habuit, dum magistratum incl. comitatus Barsiensis die 2. m. Maii anno 1782. in oppido et arce S. Benedicti et juxta Gron restauraret. Budae.